# Bania (Rosulna)
Bania (ukr. Баня) – część wsi Rosulna, na Ukrainie, w obwodzie iwanofrankiwskim, w rejonie iwanofrankiwskim (hromada Dźwiniacz). Stanowi południową część wsi, nad rzeką Sadzawką, w rejonie ulicy Szewczenka.

## Historia
Bania to dawniej samodzielna wieś, która w połowie XIX w. stanowiła odrębną w gminę jednostkową w Bezirk Sołotwina Królestwa Galicji i Lodomerii (715 mieszkańców w 1854 roku). Od 1867 w powiecie bohorodczańskim. Następnie zniesiona i połączona w jedną gminę z Rosulną.
W międzywojniu w II RP (vide gmina Rosulna). Po II wojnie światowej włączona w struktury ZSRR.